# 佐藤祐一
佐藤 祐一（さとう ゆういち、1965年5月21日 - ）は、日本の俳優、演技コーチ。神奈川県出身。日本大学芸術学部演劇学科演技コース卒業。お笑いコンビ爆笑問題の田中裕二とは大学時代のクラスメイトである。プロダクション希楽星所属。現代演劇協会付属演劇学校専攻科卒業。東京アクターズスタジオ5期卒業など。本名・旧芸名は「佐藤裕一」。
2013年2月より俳優・声優養成所「ヴォイス&アクターズ道場」を亀山助清より引継ぎ主宰している。

## 人物
特技は居合、殺陣、唄、ピアノ。
主に個性的な脇役での出演が多い。
講演活動も行っている。

## 出演

### テレビドラマ
NHK総合
- 魂萌え! - 由佳里の兄
- 純情きらり（2006年） - 平助
- 結婚のカタチ - クライアント
- 武蔵 - 農夫
- ゲゲゲの女房 - 運送屋

日本テレビ系
- 喰いタン2 - 先生
- 新宿暴走救急隊 - レギュラー 毎週ケガする会社員
- バンビーノ! - 果物屋
- 怪物くん - 町民
- Mother - 克子の娘の夫
- 町医者ジャンボ!!

TBS系
- 自治会長・糸井緋芽子社宅の事件簿9 - 鑑識課員
- ULTRASEVEN X - タクシー運転手
- 月曜ミステリー劇場 横山秀夫ミステリー 「ネタ元」 - 戸塚洋平
- オレンジデイズ - 医師
- 月曜ミステリー劇場「『萩原朔太郎』の亡霊」 - バーのホステス明美
- セーラー服と機関銃 - 刑事
- ウルトラマンネクサス - 被害者
- 桜咲くまで - TVキャスター
- 陰の季節6「刑事」 - 捜査似顔絵係
- GOOD LUCK!! - 救急隊員
- ウルトラマンメビウス - 卒業生
- こちら葛飾区亀有公園前派出所 - 深沢
- 渡る世間は鬼ばかり - 進行係
- おひとりさま - 警察官
- MR.BRAIN - 警備員

フジテレビ系
- 偽りの花園 - 新聞記者
- ビギナー - 警察官
- Dr.コトー診療所 - 新聞記者
- 不信のとき〜ウーマン・ウォーズ〜 - ジョルダンの客
- 東京タワー 〜オカンとボクと、時々、オトン〜 - 屋台のオヤジ
- 小早川伸木の恋
- 古畑任三郎 - 鉄道官制室員・坂倉 役
- 金曜プレステージ 警部補・佐々木丈太郎7 - 坂西幸夫

テレビ朝日系
- 7人の女弁護士
- 土曜ワイド劇場「×イチ女刑事」 - ナンパなチンピラ
- 温泉若おかみの殺人推理18 - 秋山真也
- 愛と死を見つめて - 記者
- 鉄道捜査官5 - JR車掌松下
- 西村京太郎トラベルミステリーの登場人物 第32作「伊豆誘拐行」（1998年8月29日) - 井上（「オフィス五十嵐」マネージャー）
- 相棒 Season10 - 刑事
- 都市伝説の女 Part2 - 川口幸雄
- 日曜ワイド「白い刑事」（2017年） - 今村明

テレビ東京系
- 多摩南署たたき上げ刑事・近松丙吉7 不幸な雨 - 科捜研係官
- 女と愛とミステリー「刑務所の医者・若宮冴子」 - 佐枝の父
- 女と愛とミステリー「刑務所の医者・若宮冴子」 - 自殺する犯人の父
- 水曜ミステリー9 信州あづみ野の名刑事 道原伝吉の捜査行1 - 森田

その他
- GyaOオリジナルドラマ 「レンタル彼氏」 - ストーカー男
- まほろば - 六畳大樹

### 映画
- ゼブラーマン - 妻の不倫相手
- 硫黄島からの手紙 - 陸軍

### 教育番組
- あいうえお - レギュラー ピエロのいっ君

### トーク番組
- くだまき八兵衛 - 2010年6月3日放送「包茎治療でおなじみ!男なら100%知っているエキストラ ほか」の回に「再現ドラマで死ぬほどみる役者」という括りで女優の上村依子と共に出演し、「名前は思い出せないが何処かで見た事があるという理由で、しばしば警邏中の警官から職務質問を受ける」等のエピソードを披露した。

### ナレーション・アテレコ
- J-sports番宣 レギュラー
- 医学のフロンティア
- 男の晩餐・グルメシェフ
- ゆったり長旅、大歓迎

### ラジオ
- NHK-FM 「青春アドベンチャー」

### 再現VTR
- 踊る!さんま御殿!! （日本テレビ）
- 行列のできる法律相談所 （日本テレビ）
- 天才!志村どうぶつ園 （日本テレビ） 〜気弱な少年が絵に込めた たくましい北海道犬との夢〜 - お父さん
- ぶっちゃけ告白TV!カミングアウト! （フジテレビ） 2013年4月5日放送の第2弾「男性が女性不信になった瞬間!友人の美人妻が誘惑!?」 - 奈良県に住む栗山武史さん（仮名）